# Chorupniansky potok
Chorupniansky potok (česky Chorupenský potok) je potok v horním Liptově, v jižní části okresu Liptovský Mikuláš. Je to levostranný přítok Malužiné, měří 4,8 km a je vodním tokem V. řádu. Protéká východní částí Národního parku Nízké Tatry přes Chorupnianskou dolinu.

## Pramen
Teče v Nízkých Tatrách, v podcelku Kráľovohoľské Tatry, pramení na východo-jihovýchodním svahu Fišiarky (1478 m) v nadmořské výšce přibližně 1300 m.

## Popis toku
Od pramene teče nejprve směrem na jihojihovýchod, následně na východo-severovýchod, zprava přibírá občasný přítok z jihozápadního svahu Vrbovce (1394 m) a pokračuje na sever. Dále přibírá pravostranný přítok ze severního svahu Vrbovce, pak vytváří oblouk vypnutý na východ a teče v blízkosti myslivny Chorupné na levém břehu. Vzápětí přibírá levostranný přítok ze Suché doliny, následně z téže strany i přítok z jižního svahu Špíglového (1281 m) a krátký přítok z východního svahu Špíglového. Nakonec se stáčí na severovýchod a ve střední části Malužinské doliny, na katastrálním území obce Malužiná a jižně od myslivny Predné, ústí v nadmořské výšce cca 824 m do Malužiné.